# Église Saint-Blaise de Corné
L'église Saint-Blaise est une église située à Corné, en France.

## Localisation
L'église est située dans le département français de Maine-et-Loire, sur la commune de Corné.

## Historique
L'édifice est inscrit au titre des monuments historiques en 1972.